# El ABC del comunismo
El ABC del comunismo (en ruso: Азбука коммунизма Azbuka Kommunizma) es un libro escrito por Nikolái Bujarin y Yevgeni Preobrazhenski en 1919, durante la Guerra Civil Rusa. Escrito originalmente para convencer al proletariado de Rusia de que apoyara a los bolcheviques, se convirtió en "un libro de texto elemental de conocimiento comunista". Se convirtió en la más conocida y de mayor circulación de todas las exposiciones pre-estalinistas del bolchevismo y la obra política más leída en la Rusia soviética.
El ABC es más notable por su cobertura enciclopédica, legibilidad y extraordinaria popularidad.

## Trasfondo
En la Revolución de Octubre, parte de la Revolución Rusa, ocurrió una insurrección armada. Tradicionalmente está fechado en el calendario juliano del 25 de octubre de 1917 (calendario gregoriano del) 7 de noviembre de 1917). Fue la segunda fase de la Revolución rusa general de 1917, después de la Revolución de febrero del mismo año. La Revolución de Octubre derrocó al gobierno provisional ruso y dio el poder a los soviets dominados por los bolcheviques. Le siguió la Guerra Civil Rusa (1917-1922) y la creación de la Unión Soviética en 1922.
La revolución fue dirigida por los bolcheviques. Las fuerzas armadas bolcheviques comenzaron a tomar posesión de los edificios gubernamentales el 24 de octubre; sin embargo, el 25 de octubre JC fue la fecha en la que se capturó el Palacio de Invierno (la sede del gobierno provisional ubicado en Petrogrado, la capital de Rusia).

## Escritura
El ABC del comunismo se escribió durante la guerra civil y se escribió para convencer a los ciudadanos de Rusia. De acuerdo con la época en que fue escrito, su estado de ánimo era el del comunismo de guerra, un optimismo militante. Fue una declaración de esperanzas utópicas, no una realidad soviética.

## Asociación con Bujarin
La coautoría de Preobrazhensky finalmente se convirtió en "medio olvidada", y The ABC pronto se asoció inextricablemente con Bujarin, extendiendo su fama y dando lugar a su reputación.

## Traducciones inglesas
La primera traducción al inglés de Patrick Lavin fue publicada por la Marxian Educational Society, de Detroit, Michigan, en 1921. El Partido Comunista de Gran Bretaña publicó una segunda traducción al inglés de Cedar y Eden Paul en 1922.